# ديفيد تي. باترسون
ديفيد تي. باترسون هو محامي وقاضي وسياسي أمريكي، ولد في 28 فبراير 1818 في غرينفيل في الولايات المتحدة، وتوفي بنفس المكان في 3 نوفمبر 1891. نشط حزبياً في الحزب الديمقراطي. وقد انتخب عضو مجلس الشيوخ الأمريكي ‏ عن دائرة مقعد مجلس الشيوخ لتينيسي من الدرجة الأولى ‏ وقد انضم خلال فترته النيابية ‏ (4 مارس 1867 – 4 مارس 1869) للكتلة البرلمانية Union Party (United States, 1850) ‏ وانتخب عضو مجلس الشيوخ الأمريكي ‏ عن دائرة مقعد مجلس الشيوخ لتينيسي من الدرجة الأولى ‏ وقد انضم خلال فترته النيابية ‏ (24 يوليو 1866 – 4 مارس 1867) للكتلة البرلمانية Union Party (United States, 1850) ‏.